# デストロイ ヴィシャス
『Destroy Vicious　デストロイ・ヴィシャス』は、2010年に製作、2011年に公開された日本映画。監督、脚本は島田角栄。

## 概要
敵対するヤクザの組員を大量に殺した男が、逃避行の過程でパンクロッカーの女と出会い、互いの孤独を埋め合うかのように惹（ひ）かれていく姿を描く人間ドラマ。

## キャスト
- パンクロッカーのマリア - 松本さゆき
- 組長 - 大塚明夫
- 喫茶店主人 - 河瀨直美

その他 - 遠藤ミチロウ、鳥肌実、古市コータロー、森若香織、石坂マサヨ、リカヤ・スプナー、南部虎弾

## スタッフ
- 監督・脚本：島田角栄
- プロデューサー・脚本：華雪ルイ
- プロデューサー：松田民也、田実健太朗、森村啓治
- 撮影：奥野友仁、大隈文顕、青木航
- 配給：Punk Film